# Van Allen Probes
Van Allen Probes (ранее Radiation Belt Storm Probes, RBSP) — два спутника для изучения радиационных поясов Земли. NASA проводит миссию Van Allen Probes в рамках программы Living With a Star (Жизнь со звездой). Понимание структуры и характеристик радиационных поясов важно для создания и использования космических аппаратов, планирования миссий и обеспечения безопасности космонавтов. Оба спутника были запущены ракетой Атлас V 30 августа 2012 года с SLC-41. Инструменты, установленные на зондах, оставались в работающем состоянии до конца миссии, однако запас топлива в них подошел к концу, из-за чего в скором времени они стали бы неспособны ориентировать солнечные панели перпендикулярно к Солнцу и потеряли источник энергии для работы. В феврале 2019 года NASA начало готовить зонды к концу миссии, опустив перигей их орбиты до уровня, при котором взаимодействие с атмосферой начало тормозить аппараты. Первым был отключен аппарат B — 19 июля 2019, а затем, 18 октября 2019 года, был отключен аппарат А. Ожидается, что орбита аппаратов будет постепенно снижаться и они сгорят в атмосфере примерно в 2034 году.
Стоимость миссии 686 миллионов долларов США.

## Обзор
Radiation Belt Storm Probes проект из программы Living With a Star (Жизнь со звездой), которой управляет центр NASA GSFC (Greenbelt). Проектированием спутников и их инструментов, а также их управлением занимается Лаборатория прикладной физики (APL) из университета Джонса Хопкинса. Длительность основной миссии запланирована в 2 года, дополнительная миссия ещё 4 года. Космические аппараты RBSP работают совместно с проектом BARREL (метеозонды, запускаемые в Антарктике), в котором изучаются частицы из радиационных поясов, попавшие в атмосферу.

### История
- Концепция миссии была подготовлена к концу января 2007 года[8]
- Проект предварительно одобрен в октябре 2008
- Проект окончательно одобрен в январе 2009
- Спутники перевезены из Applied Physics Laboratory (Laurel, Мэриленд) на Cape Canaveral Air Force Station (Флорида) 30 апреля 2012 года
- Запуск произведен с SLC-41 30 августа 2012 года в 4:05 утра по EDT.[9]

### Ракета-носитель
16 марта 2009 года компания United Launch Alliance (ULA) получила контракт от NASA по запуску RSBP с использованием ракеты Атлас V 401. Первая попытка запуска 23 апреля была отменена из-за технических проблем, на следующий день — из-за плохой погоды. Следующая попытка была отложена на несколько дней из-за урагана Isaac. Запуск состоялся 30 августа 2012 года в 4:05 утра по EDT.

## Научные задачи
Радиационные пояса Ван-Аллена изменяют свои размеры со временем, что обусловлено энергией и веществом, излучаемыми Солнцем.
Основные задачи миссии:
- Поиск процессов, ускоряющих и перемещающих частицы в радиационных поясах.
- Оценка интенсивности потери электронов из поясов
- Определение соотношения между процессами, ускоряющими электроны, и процессами, которые приводят к потере электронов.
- Изучение изменений поясов в контексте геомагнитных бурь.

## Спутники

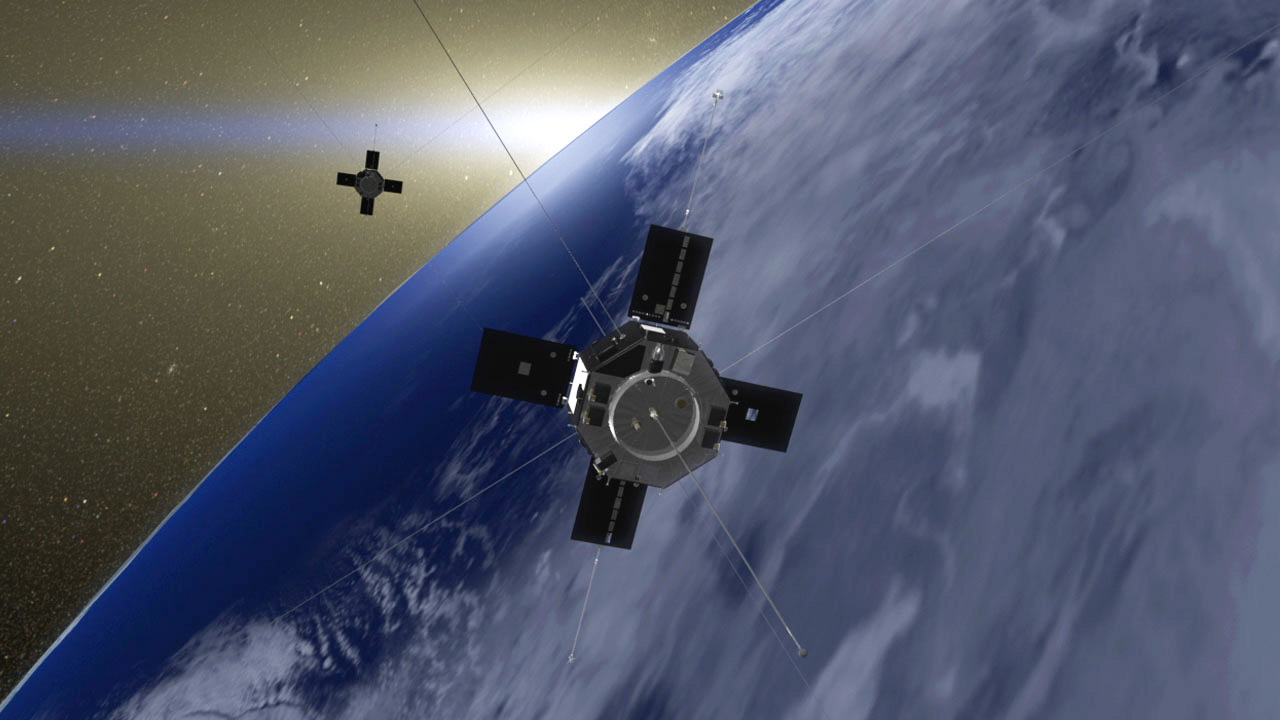
Рендеринг спутников RBSP A и RBSP B на фоне планеты. Рисунок NASA.

В миссии Van Allen Probes используется два одинаковых спутника, запущенных на одинаковую высокоэллиптическую орбиту с небольшим интервалом между ними. Для стабилизации используется вращение спутников вокруг оси. Спутники регулярно проходят сквозь радиационные пояса, при этом RBSP должны оставаться включенными, в отличие от других космических аппаратов, которые могут пройти пояса в выключенном состоянии. Из-за этого RBSP рассчитаны на длительную работу в условиях повышенной радиации и воздействия заряженных частиц.

### Оборудование
На обоих спутниках установлены одинаковые наборы научных инструментов, чтобы позволить изучать пояса не только в пространстве, но и во времени.
1. Набор инструментов Energetic Particle, Composition, and Thermal Plasma (ECT)[13]. Исследования проводятся под руководством Harlan Spence  из Университета Нью-Гэмпшира. Также участвуют LANL, Southwest Research Institute, Aerospace Corporation и LASP
2. Набор инструментов Electric and Magnetic Field Instrument Suite and Integrated Science (EMFISIS); Craig Kletzing (Айовский университет).
3. Electric Field and Waves Instrument (EFW); John Wygant из миннесотского университета, совместно с UCB и колорадским университетом.
4. Radiation Belt Storm Probes Ion Composition Experiment (RBSPICE); Lou Lanzerotti[14], совместно с APL и Fundamental Technologies LLC .
5. Relativistic Proton Spectrometer (RPS); National Reconnaissance Office

## Результаты
В феврале 2013 спутниками RBSP был открыт третий пояс Ван-Аллена, который может появляться на некоторое время порядка нескольких недель. Предположительно он появляется под действием больших волн в разреженной плазме солнечного ветра. Которые слегка сжимают магнитное поле Земле, вызывая массовую потерю электронов наружными областями внешнего радиационного пояса, часть которых попадает между внешним и внутренним поясами, временно создавая третий пояс.